# 曹韓
曹韓（1505年—？），字可宗，號似泉，陝西西安府咸寧縣（今屬西安市）人，明朝政治人物。

## 生平
嘉靖十三年（1534年）甲午科陝西鄉試第三十九名，嘉靖十四年（1535年）乙未科進士第三甲第一百零一名。累官彰德府知府。嘉靖二十六年（1547年）任四川按察司副使。累官貴州左參政。

## 家族
曾祖曹福，贈行太僕寺卿；祖父曹恭，贈行太僕寺卿；父曹蘭，左布政使。母王氏（封淑人）。具庆下。